# Hymenocallis bolivariana
Hymenocallis bolivariana är en amaryllisväxtart som beskrevs av Hamilton Paul Traub. Hymenocallis bolivariana ingår i släktet Hymenocallis och familjen amaryllisväxter. Inga underarter finns listade i Catalogue of Life.